# Elizabeth Craig
Elizabeth Josephine Craig (MBE, FRSA),  född 16 februari 1883, död 7 juni 1980, var en brittisk kokboksförfattare. 